# Harry Horner
Harry Horner (Holice, 24 de julho de 1910 — 5 de dezembro de 1994) é um diretor de arte estadunidense-tcheco. Venceu o Oscar de melhor direção de arte em duas ocasiões: por The Heiress e The Hustler.